# Eystrup
Eystrup is een gemeente in de Duitse deelstaat Nedersaksen. De gemeente maakt deel uit van de Samtgemeinde Grafschaft Hoya in het Landkreis Nienburg/Weser.
Eystrup telt 3.426 inwoners.
De spoorlijn Wunstorf - Bremerhaven loopt sinds 1847 door o.a. Eystrup. In het enige nog voor reizigersvervoer gebruikte station in de Samtgemeinde Grafschaft Hoya, station Eystrup stoppen de stoptreinen op dit traject ieder uur. 
In het dorp staat een fabriek, die o.a jam produceert en de Lidl als een van haar belangrijkste afnemers heeft.
In november 1951 werd het dorp Eystrup opgeschrikt door een tegen de jamfabriek gerichte aanslag d.m.v. een bombrief. Het poststuk werd in het Eystruper postkantoor geopend door een kantoormedewerkster van de fabriek, die door de daarop volgende explosie om het leven kwam. De dader, die een jaar later gearresteerd werd, had o.a. dit bedrijf geld willen afpersen. Deze zaak was in die tijd een van de geruchtmakendste misdrijven in Duitsland.
Van 1974 tot de samenvoeging met Hoya in 2011 was Eystrup een aparte Samtgemeinde samen met Gandesbergen, Hämelhausen en Hassel.
Nabij Eystrup is een schat van bronzen voorwerpen, waaronder een halsketting met barnsteen, gevonden, die van rond 750 v. Chr. gedateerd wordt. 
Voor meer informatie zie: Samtgemeinde Grafschaft Hoya.

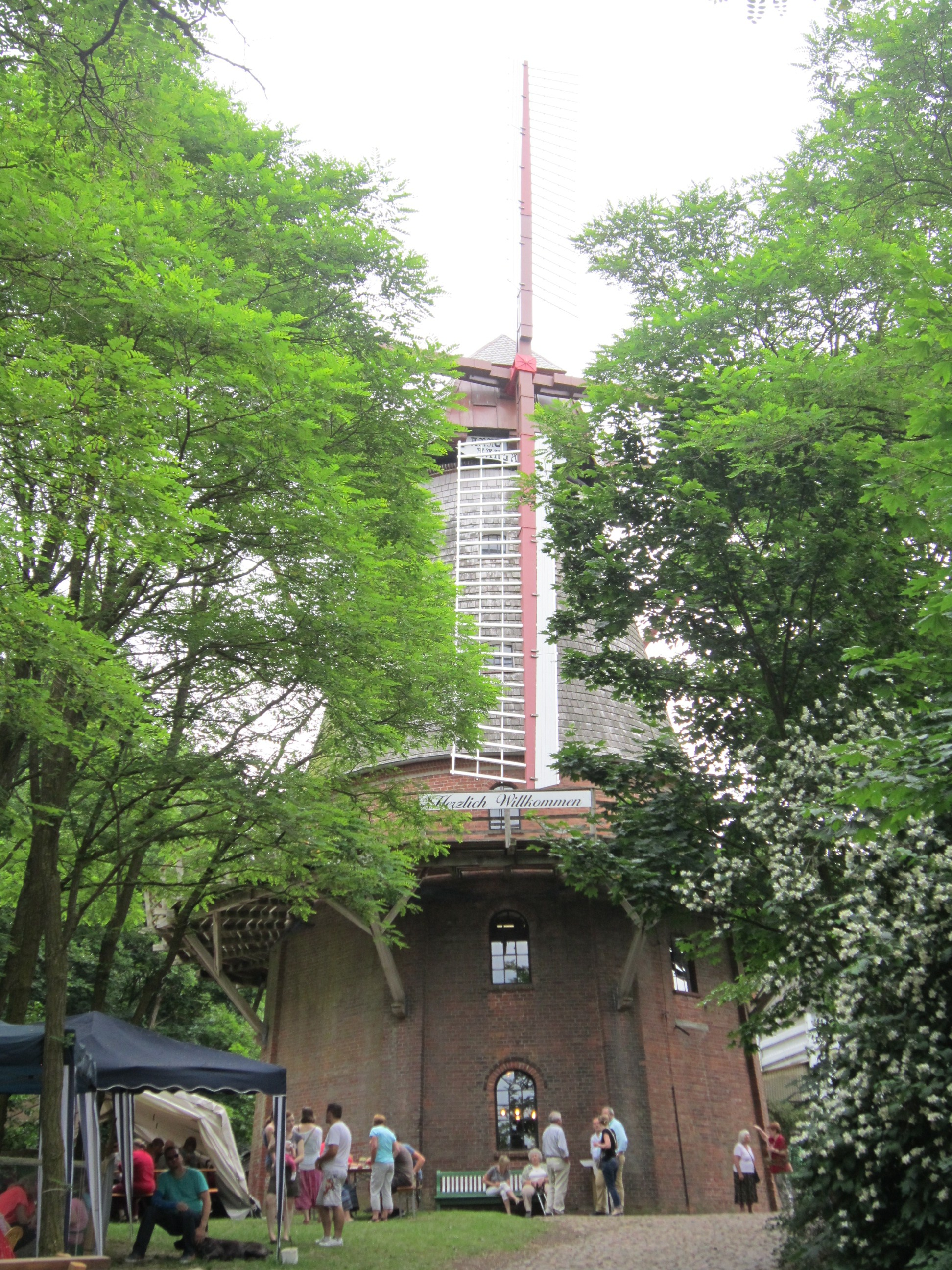
Molen te Eystrup
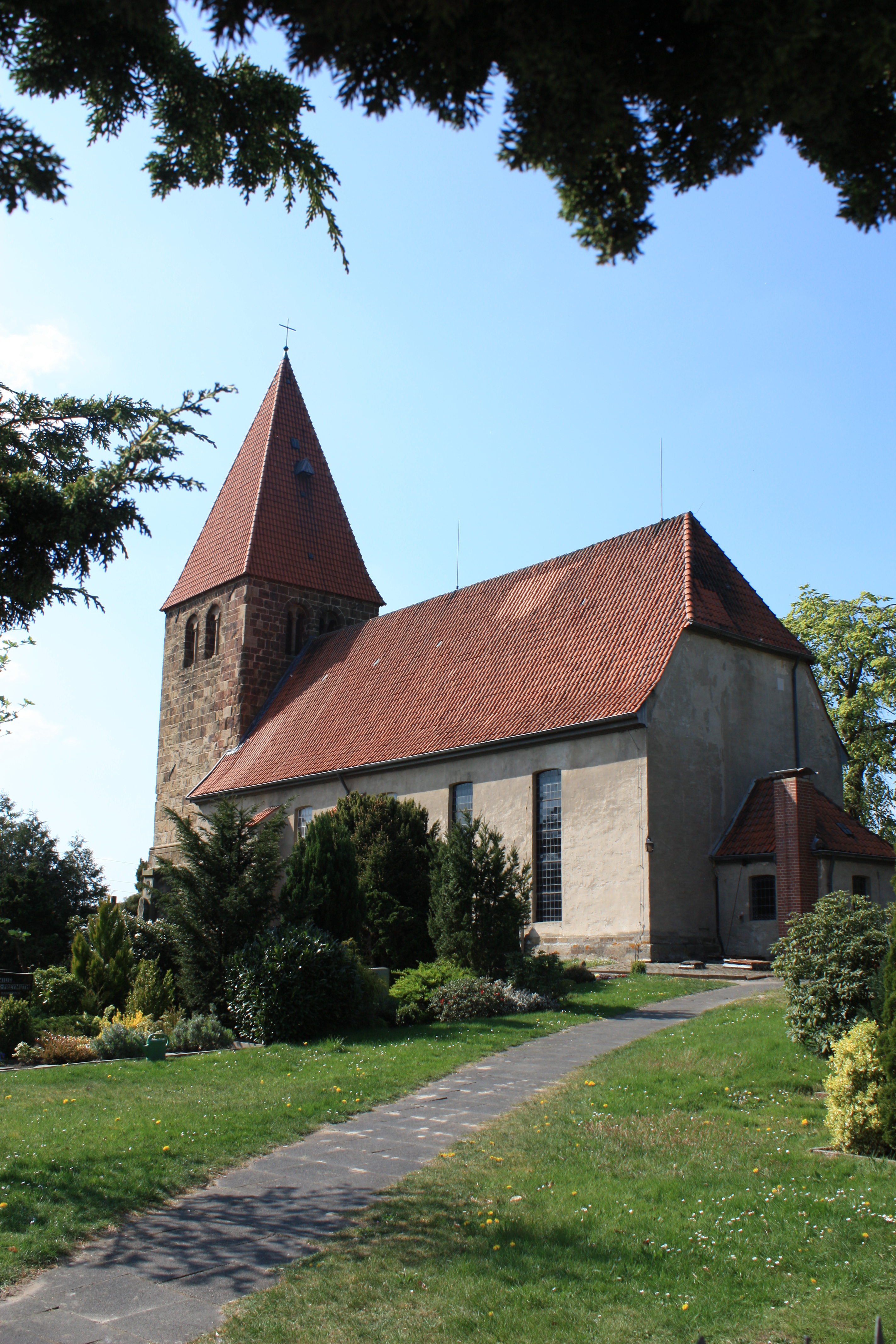
Evang.luth. Willehadi-kerk, Eystrup (18e eeuw; de toren dateert uit de middeleeuwen)
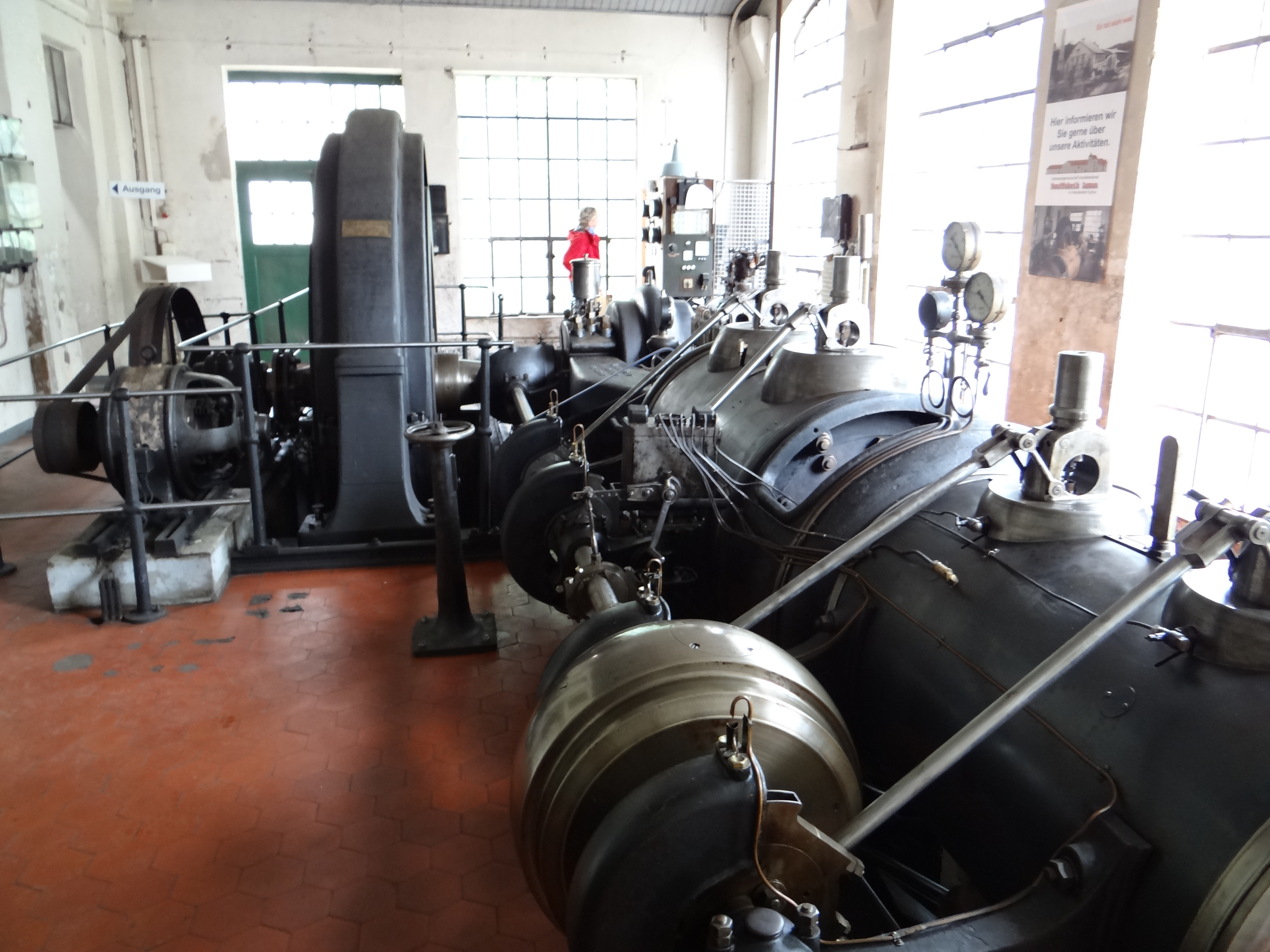
Stoommachine in Mosterdfabriek Leman te Eystrup

- Gemeinsame Normdatei: 7739817-8
- Virtual International Authority File: 243749979

Balge · 
Binnen · 
Bücken · 
Diepenau · 
Drakenburg · 
Estorf · 
Eystrup · 
Gandesbergen · 
Hämelhausen · 
Haßbergen · 
Hassel (Weser) · 
Heemsen · 
Hilgermissen · 
Hoya · 
Hoyerhagen · 
Husum · 
Landesbergen · 
Leese · 
Liebenau · 
Linsburg · 
Marklohe · 
Nienburg/Weser · 
Pennigsehl · 
Raddestorf · 
Rehburg-Loccum · 
Rodewald · 
Rohrsen · 
Schweringen · 
Steimbke · 
Steyerberg · 
Stöckse · 
Stolzenau · 
Uchte · 
Warmsen · 
Warpe · 
Wietzen